# ۲۰۴ (قمری)
۲۰۴ (قمری)، دویست و چهارمین سال در گاهشماری هجری قمری است. اول محرم این سال برابر با دوم ژوئیه سال ۸۱۹ میلادی است.